# 宇都野神社
宇都野神社（うつのじんじゃ）は、兵庫県美方郡新温泉町浜坂にある神社。

## 社名
諸説あり、宮の周囲が原野で囲まれていたところ「渦野」と言い伝えられ、やがて「宇都野」になったとする説、社地名が宇都野森だから、地名にちなんで宇都野神社に改めたとされる説などがある。

## 歴史
創立年月は不明だが、1414年（応永21年）に社殿を再建したと伝わる。江戸時代に京都八坂神社から疫病除けの神様として午頭天王を勧請し1662年（寛文2年）に午頭天王宮を併合、再興したとされる。1873年（明治6年）宇都野神社と改称された。

## 伝統芸能

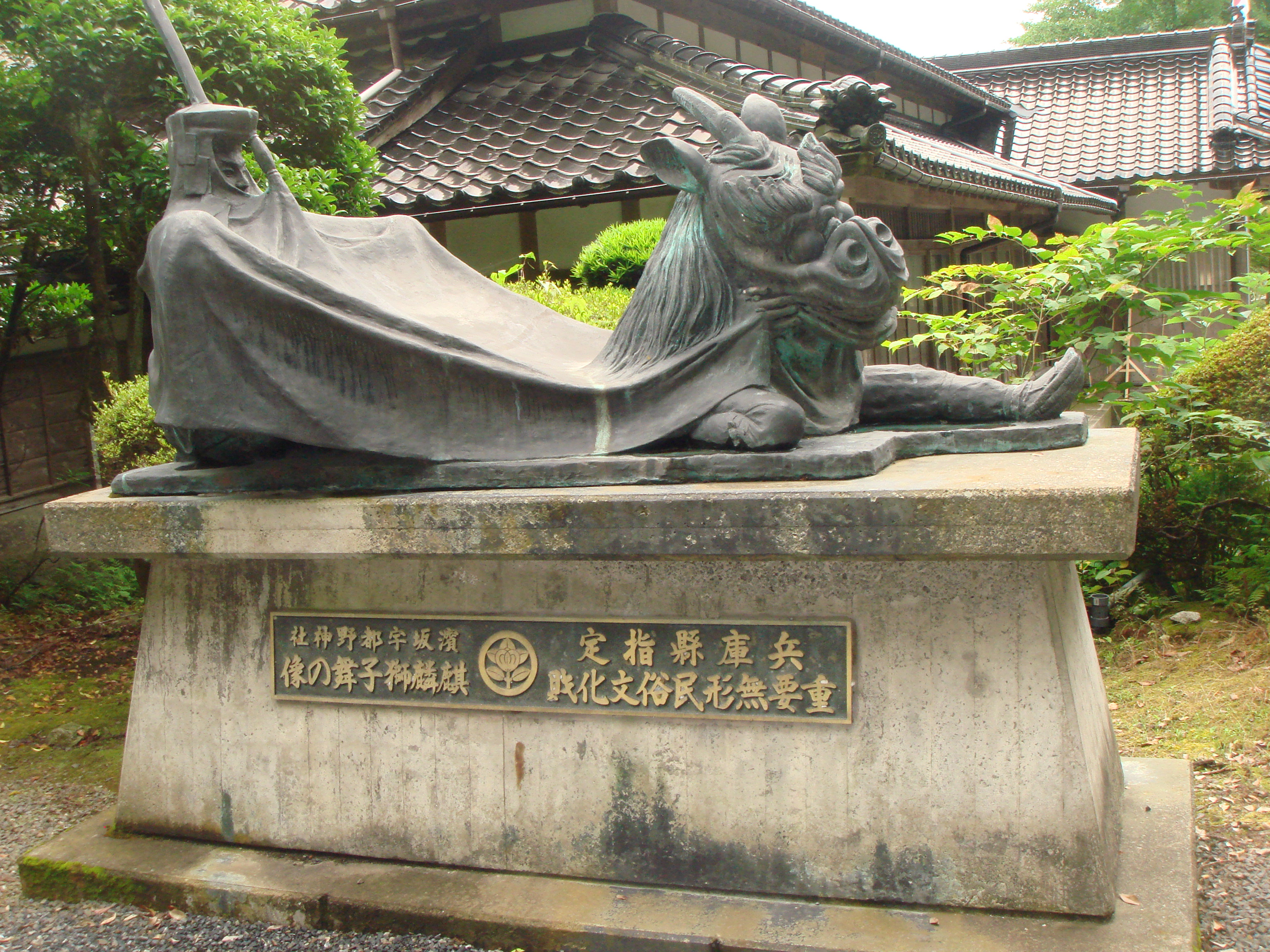
麒麟獅子舞の像

1972年（昭和47年）、麒麟獅子舞が県指定の無形民俗文化財に指定された。これは県内では浜坂を中心に保存され、二頭舞は宇都野神社と諸寄為世永神社の二か所のみとなっている。

## 川下祭
江戸時代の中頃に始まったと言われる。但馬三大祭の一つで7月中旬に3日間、宇都野神社で開催される。宇都野神社の氏子による麒麟獅子舞などが行われている。祭は三日間で、祝日改正法の関係で2002年（平成15年）より海の日の前日・前々日に開催されている。初日に宵祭、2日目に本祭り、3日目に還御祭を行う。

## 鮑の霊水

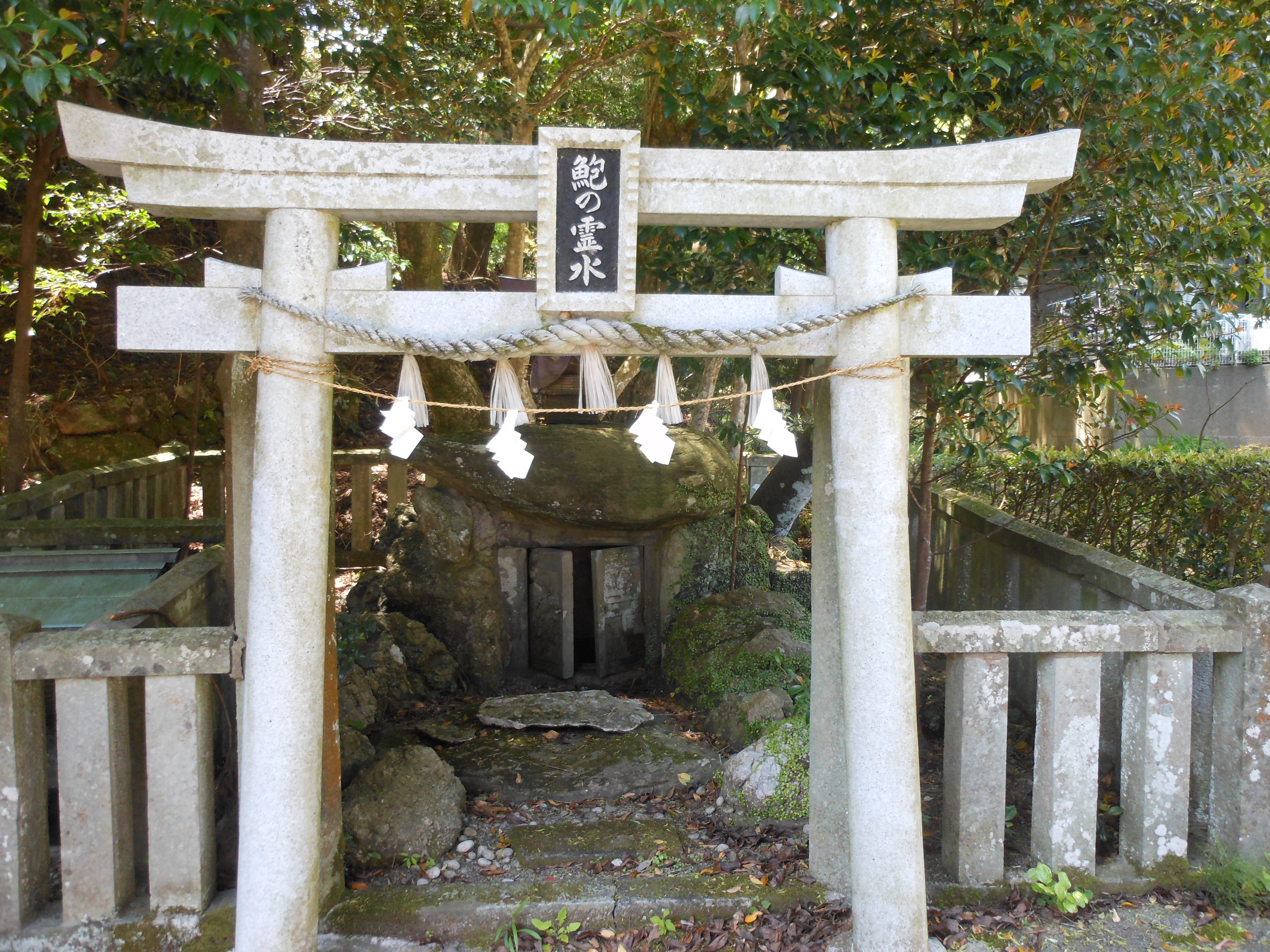
鮑の霊水

四道将軍彦坐命が、丹波、但馬来て賊を平定し、海路出雲国に向かわれる時、宇都野真若命は、命を迎え、将軍の船を修理、あるいは新造した際、船に穴が空いて海水が入ってきたのを、大鮑が塞いでくれたというので、鮑宮と称して宇都野神社に祀った鮑宮から湧き出る水を持っていくと、船が航海する時、風波の難を免れるとされる。